# La Liga 2017–2018
La Liga 2017-18 este sezonul cu numărul 87 al campionatului Spaniei la fotbal. Sezonul a început pe 18 august 2017 și s-a încheiat pe 20 mai 2018.

## Echipe, stadioane și locații
| Echipă              | Locație         | Stadion                | Capacitate |
| ------------------- | --------------- | ---------------------- | ---------- |
| Alavés              | Vitoria-Gasteiz | Mendizorrotza          | 19.840     |
| Athletic Bilbao     | Bilbao          | San Mamés              | 53.289     |
| Atlético Madrid     | Madrid          | Wanda Metropolitano    | 67.703     |
| Barcelona           | Barcelona       | Camp Nou               | 99.354     |
| Celta Vigo          | Vigo            | Balaídos               | 29.000     |
| Deportivo La Coruña | A Coruña        | Abanca-Riazor          | 32.912     |
| Eibar               | Eibar           | Ipurua                 | 7.083      |
| Espanyol            | Barcelona       | RCDE Stadium           | 40.500     |
| Getafe              | Getafe          | Coliseum Alfonso Pérez | 17.000     |
| Girona              | Girona          | Montilivi              | 13.500     |
| Las Palmas          | Las Palmas      | Gran Canaria           | 32.400     |
| Leganés             | Leganés         | Butarque               | 11.454     |
| Levante             | Valencia        | Ciutat de València     | 26.354     |
| Málaga              | Málaga          | La Rosaleda            | 30.044     |
| Real Betis          | Sevilla         | Benito Villamarín      | 60.720     |
| Real Madrid         | Madrid          | Santiago Bernabéu      | 81.044     |
| Real Sociedad       | San Sebastián   | Anoeta                 | 32.000     |
| Sevilla             | Sevilla         | Ramón Sánchez Pizjuán  | 42.714     |
| Valencia            | Valencia        | Mestalla               | 49.500     |
| Villarreal          | Villarreal      | Estadio de la Cerámica | 24.890     |

## Persoane importante și sponsori:
| Echipă              | Antrenor              | Căpitan          | Producator echipament | Sponsor tricou                                                     |
| ------------------- | --------------------- | ---------------- | --------------------- | ------------------------------------------------------------------ |
| Alavés              | Gianni De Biasi       | Manu García      | Kelme                 | LEA, Álava, Euskaltel                                              |
| Athletic Bilbao     | José Ángel Ziganda    | Markel Susaeta   | New Balance           | Kutxabank                                                          |
| Atlético Madrid     | Diego Simeone         | Gabi             | Nike                  | Plus500                                                            |
| Barcelona           | Ernesto Valverde      | Andrés Iniesta   | Nike                  | Rakuten, UNICEF, Beko                                              |
| Celta Vigo          | Juan Carlos Unzué     | Hugo Mallo       | Adidas                | Estrella Galicia 0,0, Luckia, Abanca                               |
| Deportivo La Coruña | Pepe Mel              | Pedro Mosquera   | Macron                | Estrella Galicia 0,0, Abanca, Luckia                               |
| Eibar               | José Luis Mendilibar  | Dani García      | Puma                  | AVIA, Wiko                                                         |
| Espanyol            | Quique Sánchez Flores | Javi López       | Joma                  | Rastar Group, InnJoo, Riviera Maya                                 |
| Getafe              | José Bordalás         | Mehdi Lacen      | Joma                  | Tecnocasa Group                                                    |
| Girona              | Pablo Machín          | Eloi Amagat      | Umbro                 | StarCasino, Costa Brava                                            |
| Las Palmas          | Pako Ayestarán        | David García     | Acerbis               | Gran Canaria, Kalise Menorquina, Binter Canarias, beCordial Sports |
| Leganés             | Asier Garitano        | Martín Mantovani | Joma                  | GoldenPark, Sambil Outlet Madrid                                   |
| Levante             | Juan Muñiz            | Pedro López      | Macron                | València, Baleària                                                 |
| Málaga              | Míchel                | Recio            | Nike                  | Marathonbet, Benahavís                                             |
| Real Betis          | Quique Setién         | Joaquín          | Adidas                | Wiko, Reale Seguros                                                |
| Real Madrid         | Zinedine Zidane       | Sergio Ramos     | Adidas                | Emirates                                                           |
| Real Sociedad       | Eusebio Sacristán     | Xabi Prieto      | Adidas                | Qbao.com, Kutxabank                                                |
| Sevilla             | Eduardo Berizzo       | Nicolás Pareja   | New Balance           | PlayWSOP.com                                                       |
| Valencia            | Marcelino             | Daniel Parejo    | Adidas                | BLU, beIN Sports, Alfa Romeo                                       |
| Villarreal          | Javier Calleja        | Bruno            | Joma                  | Pamesa Cerámica                                                    |

## Clasament
| Poz | Echipe          | Pct | MJ | V  | E  | Î  | GM | GP | Glv | Promovare sau retrogradare                  |
| --- | --------------- | --- | -- | -- | -- | -- | -- | -- | --- | ------------------------------------------- |
| 1   | Barcelona (C)   | 93  | 38 | 28 | 9  | 1  | 99 | 29 | +90 | Faza grupelor Ligii Campionilor 2018–19     |
| 2   | Atletico        | 79  | 38 | 23 | 10 | 5  | 58 | 22 | +36 | Faza grupelor Ligii Campionilor 2018–19     |
| 3   | Real Madrid     | 76  | 38 | 22 | 10 | 6  | 94 | 44 | +50 | Faza grupelor Ligii Campionilor 2018–19     |
| 4   | Valencia        | 73  | 38 | 22 | 7  | 9  | 65 | 38 | +27 | Faza grupelor Ligii Campionilor 2018–19     |
| 5   | Villarreal      | 61  | 38 | 18 | 7  | 13 | 57 | 50 | +7  | Faza grupelor UEFA Europa League 2018–19    |
| 6   | Betis           | 60  | 38 | 18 | 6  | 14 | 60 | 61 | –1  | Faza grupelor UEFA Europa League 2018–19    |
| 7   | Sevilla         | 58  | 38 | 17 | 7  | 14 | 49 | 58 | –9  | Playoff-uri Europa League 2018-19           |
| 8   | Getafe          | 55  | 38 | 15 | 10 | 13 | 42 | 33 | +9  |                                             |
| 9   | Eibar           | 51  | 38 | 14 | 9  | 15 | 44 | 50 | –6  |                                             |
| 10  | Girona          | 51  | 38 | 14 | 9  | 15 | 50 | 59 | –9  |                                             |
| 11  | Espanyol        | 49  | 38 | 12 | 13 | 13 | 36 | 42 | –6  |                                             |
| 12  | Real Sociedad   | 49  | 38 | 14 | 7  | 17 | 66 | 59 | +7  |                                             |
| 13  | Celta Vigo      | 49  | 38 | 13 | 10 | 15 | 59 | 60 | –1  |                                             |
| 14  | Alavés          | 47  | 38 | 15 | 2  | 21 | 40 | 50 | –10 |                                             |
| 15  | Levante         | 46  | 38 | 11 | 13 | 14 | 44 | 58 | –14 |                                             |
| 16  | Athletic Bilbao | 43  | 38 | 10 | 13 | 15 | 41 | 49 | –8  |                                             |
| 17  | Leganes         | 43  | 38 | 12 | 7  | 19 | 34 | 51 | –17 |                                             |
| 18  | Deportivo       | 29  | 38 | 6  | 11 | 21 | 38 | 76 | –38 | Retrogadare în Segunda Division din 2018–19 |
| 19  | Las Palmas      | 22  | 38 | 5  | 7  | 26 | 24 | 74 | –50 | Retrogadare în Segunda Division din 2018–19 |
| 20  | Malaga          | 20  | 38 | 5  | 5  | 28 | 24 | 61 | –37 | Retrogadare în Segunda Division din 2018–19 |

## Rezultate
| Acasă \ Deplasare   | ALA | ATH | ATM | BAR | CEL | DEP | EIB | ESP | GET | GIR | LPA | LEG | LEV | MLG | BET | RMA | RSO | SEV | VAL | VIL |
| ------------------- | --- | --- | --- | --- | --- | --- | --- | --- | --- | --- | --- | --- | --- | --- | --- | --- | --- | --- | --- | --- |
| Alavés              | —   |     |     | 0–2 |     |     |     |     |     |     |     |     |     |     |     | 1–2 | 0–2 |     |     | 0–3 |
| Athletic Bilbao     |     | —   | 1–2 |     |     |     |     |     | 0–0 | 2–0 |     |     |     |     |     |     | a   | 1–0 |     |     |
| Atlético Madrid     |     |     | —   | 1–1 |     |     |     |     |     |     |     |     |     | 1–0 |     | a   |     | 2–0 |     |     |
| Barcelona           |     |     |     | —   |     |     | 6–1 | 5–0 |     |     | 3–0 |     |     |     | 2–0 | a   |     |     |     |     |
| Celta Vigo          | 1–0 |     |     |     | —   | a   |     |     | 1–1 | 3–3 |     |     |     |     |     |     | 2–3 |     |     |     |
| Deportivo La Coruña | 1–0 |     |     |     | a   | —   |     |     | 2–1 |     |     |     |     |     |     | 0–3 | 2–4 |     |     |     |
| Eibar               |     | 0–1 |     |     | 0–4 | 0–0 | —   |     |     |     |     | 1–0 |     |     |     |     |     |     |     |     |
| Espanyol            |     |     |     | a   | 2–1 | 4–1 |     | —   |     |     |     | 0–1 | 0–0 |     |     |     |     |     |     |     |
| Getafe              |     |     |     | 1–2 |     |     |     |     | —   |     |     |     |     |     |     | 1–2 |     | 0–1 |     | 4–0 |
| Girona              |     |     | 2–2 | 0–3 |     |     |     |     |     | —   |     |     |     | 1–0 |     |     |     | 0–1 |     | 1–2 |
| Las Palmas          |     | 1–0 | 1–5 |     | 2–5 |     |     |     |     |     | —   | 0–2 |     |     |     |     |     |     |     |     |
| Leganés             | 1–0 |     | 0–0 |     |     |     |     |     | 1–2 | 0–0 |     | —   |     |     |     |     |     |     |     |     |
| Levante             | 0–2 |     |     |     |     | 2–2 |     |     |     |     |     |     | —   |     |     |     | 3–0 |     | 1–1 | 1–0 |
| Málaga              |     | 3–3 |     |     |     |     | 0–1 |     |     |     | 1–3 | 0–2 |     | —   |     |     |     |     |     |     |
| Real Betis          |     |     |     |     | 2–1 | 2–1 |     |     |     |     |     |     | 4–0 |     | —   |     |     | a   | 3–6 |     |
| Real Madrid         |     |     | a   | a   |     |     |     | 2–0 |     |     |     |     | 1–1 |     | 0–1 | —   |     |     | 2–2 |     |
| Real Sociedad       |     | a   |     |     |     |     |     |     |     |     |     |     |     |     | 4–4 | 1–3 | —   |     | 2–3 | 3–0 |
| Sevilla             |     |     |     |     |     |     | 3–0 | 1–1 |     |     | 1–0 |     |     | 2–0 | a   |     |     | —   |     |     |
| Valencia            |     | 3–2 | 0–0 |     |     |     |     |     |     |     | 1–0 |     |     | 5–0 |     |     |     |     | —   |     |
| Villarreal          |     |     |     |     |     |     | 3–0 | 0–0 |     |     |     |     |     |     | 3–1 |     |     |     |     | —   |

## Statistici

### Golgheteri
La 20 mai 2018.
| Rang | Jucător           | Club            | Goluri |
| ---- | ----------------- | --------------- | ------ |
| 1    | Lionel Messi      | Barcelona       | 34     |
| 2    | Cristiano Ronaldo | Real Madrid     | 26     |
| 3    | Luis Suárez       | Barcelona       | 25     |
| 4    | Iago Aspas        | Celta Vigo      | 22     |
| 5    | Cristhian Stuani  | Girona          | 21     |
| 6    | Antoine Griezmann | Atlético Madrid | 19     |
| 7    | Maxi Gómez        | Celta Vigo      | 17     |
| 8    | Gareth Bale       | Real Madrid     | 16     |
| 8    | Gerard Moreno     | Espanyol        | 16     |
| 8    | Rodrigo           | Valencia        | 16     |

### Pasatori
La 20 mai 2018.
| Rang | Jucător           | Club            | Asistări |
| ---- | ----------------- | --------------- | -------- |
| 1    | Pablo Fornals     | Villarreal      | 12       |
| 1    | Lionel Messi      | Barcelona       | 12       |
| 1    | Luis Suárez       | Barcelona       | 12       |
| 4    | Karim Benzema     | Real Madrid     | 10       |
| 5    | Antoine Griezmann | Atlético Madrid | 9        |
| 5    | Gonçalo Guedes    | Valencia        | 9        |
| 5    | Pione Sisto       | Celta Vigo      | 9        |
| 5    | Daniel Wass       | Celta Vigo      | 9        |
| 9    | Jordi Alba        | Barcelona       | 8        |
| 9    | José Ángel        | Eibar           | 8        |
| 9    | Andrés Guardado   | Real Betis      | 8        |
| 9    | José Luis Morales | Levante         | 8        |

### Trofeul Zamora
Trofeul Zamora este acordat de ziarul Marca portarului cu cel mai mic raport de goluri încasate. Un portar trebuie să joace cel puțin 28 de jocuri de 60 de minute sau mai multe pentru a fi eligibil pentru trofeu.
La 20 mai 2018.
| Rang | Nume                  | Club            | Goluri primite | Meciuri | În medie |
| ---- | --------------------- | --------------- | -------------- | ------- | -------- |
| 1    | Jan Oblak             | Atlético Madrid | 22             | 37      | 0.59     |
| 2    | Marc-André ter Stegen | Barcelona       | 28             | 37      | 0.76     |
| 3    | Vicente Guaita        | Getafe          | 26             | 33      | 0.79     |
| 4    | Neto                  | Valencia        | 33             | 33      | 1.00     |
| 5    | Pau López             | Espanyol        | 31             | 28      | 1.11     |

### Hat-trick-uri
| Jucător            | Pentru          | Contra              | Rezultat | Data               | Etapa |
| ------------------ | --------------- | ------------------- | -------- | ------------------ | ----- |
| Lionel Messi       | Barcelona       | Espanyol            | 5–0 (H)  | 9 septembrie 2017  | 3     |
| Simone Zaza        | Valencia        | Málaga              | 5–0 (H)  | 19 septembrie 2017 | 5     |
| Lionel Messi4      | Barcelona       | Eibar               | 6–1 (H)  | 19 septembrie 2017 | 5     |
| Cédric Bakambu     | Villarreal      | Eibar               | 3–0 (H)  | 1 octombrie 2017   | 7     |
| Iago Aspas         | Celta Vigo      | Las Palmas          | 5–2 (A)  | 16 octombrie 2017  | 8     |
| Ibai               | Alavés          | Girona              | 3–2 (A)  | 4 decembrie 2017   | 14    |
| Michael Olunga     | Girona          | Las Palmas          | 6–0 (H)  | 13 ianuarie 2018   | 19    |
| Cristiano Ronaldo  | Real Madrid     | Real Sociedad       | 5–2 (H)  | 10 februarie 2018  | 23    |
| Luis Suárez        | Barcelona       | Girona              | 6–1 (H)  | 24 februarie 2018  | 25    |
| Antoine Griezmann  | Atlético Madrid | Sevilla             | 5–2 (A)  | 25 februarie 2018  | 25    |
| Antoine Griezmann4 | Atlético Madrid | Leganés             | 4–0 (H)  | 28 February 2018   | 26    |
| Cristiano Ronaldo4 | Real Madrid     | Girona              | 6–3 (H)  | 18 martie 2018     | 29    |
| Iago Aspas         | Celta Vigo      | Sevilla             | 4–0 (H)  | 7 aprilie 2018     | 31    |
| Lionel Messi       | Barcelona       | Leganés             | 3–1 (H)  | 7 aprilie 2018     | 31    |
| Carlos Bacca       | Villarreal      | Celta Vigo          | 4–1 (H)  | 28 aprilie 2018    | 35    |
| Lionel Messi       | Barcelona       | Deportivo La Coruña | 4–2 (A)  | 29 aprilie 2018    | 35    |
| Emmanuel Boateng   | Levante         | Barcelona           | 5–4 (H)  | 13 mai 2018        | 37    |
| Philippe Coutinho  | Barcelona       | Levante             | 4–5 (A)  | 13 mai 2018        | 37    |